# Mademoiselle Du Parc
Mademoiselle Du Parc, pseudonimo di Thérèse de Gorla (Parigi, 1633 – Parigi, 11 dicembre 1668), è stata un'attrice teatrale e ballerina francese.
Fu una delle stelle della compagnia di Molière.

## Biografia
Era figlia di Giacomo Gorla, che era "operatore" a Lione nel 1635. Era una donna molto bella e numerosi uomini, alcuni dei quali certamente celebri, ne furono amanti. Sembra che abbia debuttato come ballerina e attrice in una compagnia itinerante, prima di unirsi alla compagnia di Molière nella città di Lione.
Il 23 febbraio 1653 sposò uno dei suoi colleghi della compagnia, René Berthelot, conosciuto come Du Parc o Gros-René (grasso René). Dopo il matrimonio assunse il nome d'arte Mlle. Du Parc. Si specializzò nell'interpretare i ruoli di servi, come La Montagne in Les fâcheux ("I parassiti") di Molière. La Du Parc fu oggetto delle poesie di Corneille, e si vociferava che sia Pierre che il fratello Thomas Corneille fossero infatuati di lei.
La Du Parc si esibì davanti al monarca il 24 ottobre 1658 al Louvre nel ruolo di Ippolito, e poi al pubblico al Petit Bourbon. Nella stagione 1659-1660, lei e il marito erano attivi nel Theatre du Marais. Intorno alla Pasqua del 1660, i due tornarono alla compagnia di Molière, dove lei interpretò ruoli da protagonista in opere teatrali e balletti. Lasciò tra lo stupore di tutti la compagnia per unirsi a quella dell'Hôtel de Bourgogne, che faceva capo a Jean Racine. 
Morì improvvisamente all'apice del suo successo. Si sospettò che fosse stata avvelenata, ma la probabile causa della morte sembra essere stata un aborto spontaneo o  mal eseguito. Durante l'affare dei veleni, Racine fu segnalato da La Voisin, che lo accusò di aver avvelenato la donna, ma questa affermazione non fu mai esaminata.

## Nei media
- Il film francese del 1997 Marquise, con protagonista Sophie Marceau, è incentrato su di lei.[4]